# Francesco Ciotti
 (Firenze, 1833 – Firenze, 1913) è stato un attore teatrale italiano.

## Biografia
Francesco Ciotti nacque a Firenze, figlio di Fortunato, impiegato di dogana, e di Adelaide Filippi.
Esordì nel teatro all'età di vent'anni, subito dopo aver fondato la filodrammatica Accademia dei Fidenti, diventando ben presto un attore protagonista.
Dopo aver conosciuto Luigi Domeniconi, Ciotti entrò nella sua compagnia e divenne primo attore a ventun'anni, debuttando al teatro Re di Milano interpretando L'arte di far fortuna di Luigi Bellotti Bon.
Il successo fu immediato, sia a Roma sia a Milano, prima di effettuare una fortunata tournée europea assieme alla compagnia Ristori.
Poi dal 1865 al 1868 collaborò con la compagnia Bellotti Bon, dopo di che lavorò in una serie di compagnie da lui dirette.
Sospese l'attività a causa di una grave artrite, ricominciò a lavorare nel 1885, assieme ad Andrea Maggi.
Infine si ritirò dalle scene nel 1891 dopo aver recitato al Teatro Manzoni di Milano Guerra in tempo di pace.
Due anni dopo, in occasione del centenario della morte di Carlo Goldoni, si esibì a Firenze, dimostrandosi ancora un attore valido, nonostante l'età e i problemi di salute.
Massone, fu iniziato il 13 febbraio 1865 e divenne Maestro il 18 aprile 1870 nella loggia Concordia di Firenze.